# وسام سيرافيم
وسام سيرافيم، هو وسام الفروسية السويدي الذي أنشأه الملك فريدريك الأول في 23 فبراير 1748، جنبًا إلى جنب مع وسام السيف ووسام النجم القطبي.

## أفراد حصلوا على الوسام
طالع: قائمة الحاصلين على وسام سيرافيم [الإنجليزية]
1. الملك عبد الله الثاني ملك الأردن.
2. الملكة رانيا العبد الله زوجة الملك عبد الله الثاني.
3. الملك فهد بن عبدالعزيز آل سعود